# Echinovelleda chinensis
Echinovelleda chinensis là một loài bọ cánh cứng trong họ Cerambycidae.